# Nevězice
Nevězice (en allemand : Newiesitz) est une commune du district de Písek, dans la région de Bohême-du-Sud, en République tchèque. Sa population s'élevait à 135 habitants en 2020.

## Géographie
Nevězice se trouve à 20 km au nord de Písek, à 26 km au sud-sud-est de Příbram, et à 70 km au sud-sud-ouest de Prague.
La commune est limitée par Králova Lhota, Probulov et Orlík nad Vltavou au nord, par Kostelec nad Vltavou à l'est, par Varvažov et Smetanova Lhota au sud, et par Čimelice à l'ouest.

## Histoire
La première mention écrite du village date de 1499.

## Transports
Par la route, Nevězice se trouve à 20 km de Milevsko , à 25 km de Písek, à 75 km de České Budějovice et à 102 km de Prague.